# Elsaß-Lothringische G 4
Die Fahrzeuge der Gattung G 4 waren Güterzuglokomotiven der Reichseisenbahnen in Elsaß-Lothringen. Es gab davon zwei unterschiedliche Bauarten. Die ältere wurde als C25, C26 und C27, die neuere als C28 und C30 geliefert. Beide waren zweizylindrige Verbunddampflokomotiven.

## G 4, ex C25–C27
Diese Maschinen waren eine Weiterentwicklung der bisherigen Zwillingsmaschinen der Gattung G 3. Sie waren die ersten Güterzuglokomotiven der Reichseisenbahn mit einem Kesselüberdruck von 117,7 kN/cm² (12 bar). Zudem hatten sie als erste Lokomotiven in Elsaß-Lothringen überhaupt eine Heusinger-Steuerung.
Sie wurden 1895 von Grafenstaden (C25), bzw. 1896 und 1898 von Henschel (C26 und C27) gebaut. Zwei Lokomotiven blieben nach 1918 in Deutschland. Der Rest wurde bis Ende der dreißiger Jahre ausgemustert. Eine Lokomotive kam 1938 noch in den Bestand der SNCF.
Die Lokomotiven erhielten Schlepptender der Bauart 3 T 12.

## G 4, ex C28, C30
Die zweite Serie der G 4 besaß eine Allan-Steuerung und entsprach der Preußischen G 4.2. Die Lokomotiven wurden zwischen 1899 und 1904 von Grafenstaden, Hanomag und Hohenzollern in insgesamt 57 Exemplaren gebaut. Sie wurden hauptsächlich in Lothringen und Luxemburg eingesetzt.
Die Lokomotiven wurden in den dreißiger Jahren ausgemustert. Sechs der Lokomotiven blieben nach 1918 in Deutschland. Eine davon erhielt noch die Reichsbahnnummer 53 025.
Die Lokomotiven erhielten Schlepptender der Bauart 3 T 12.